# Torre dell'Isola Rossa
La torre dell'Isola Rossa, spesso erroneamente chiamata Torre aragonese, è una torre costiera sarda posta su un'altura a Isola Rossa, frazione di Trinità d'Agultu e Vignola.

## Storia
La torre d'avvistamento fu costruita all'incirca tra il 1578 e il 1595 allo scopo di proteggere il territorio dai pirati saraceni; internamente era in grado di accogliere fino a cinque fucilieri, oltre a un cannone in sommità.
Successivamente, venute meno le esigenze difensive, la struttura continuò a essere utilizzata per contrastare i traffici clandestini che si svolgevano tra la Sardegna e la vicina Corsica.
Il 28 maggio 1671, presso la torre si consumò l'infame tradimento a danno del nobile Jacopo Artaldo di Castelvì, marchese di Cea. Attirato in un tranello da Giacomo Alivesi e Gavino Delitala, fu catturato dopo che i suoi 3 compagni (Francesco Cao, Silvestro Aymerich e Francesco Portugues) erano stati decapitati. Le loro teste, svuotate del cervello e riempite di sale, furono trasportate a Cagliari assieme al marchese. Dopo essere stato torturato, il Cea fu decapitato il 13 luglio 1671 mentre il suo domestico, Francesco Capay fu arrotato vivo.
Nel giugno 1802, la torre fu conquistata da alcuni patrioti Angioiani, nel tentativo fallito di importare in Sardegna le idee ed i principi della Rivoluzione Francese. Fra i protagonisti del tentativo rivoluzionario si ricordano Luigi Martinetti, Francesco Cilocco ed il parroco di Torralba Francesco Sanna-Corda. Tutti catturati (ad eccezione del Sanna-Corda, ucciso presso la torre di Longonsardo), trasportati a Sassari, dove furono torturati, processati ed impiccati. Stessa sorte toccò a Giovanni Battino e Francesco Frau due pastori di Vignola.

## Descrizione

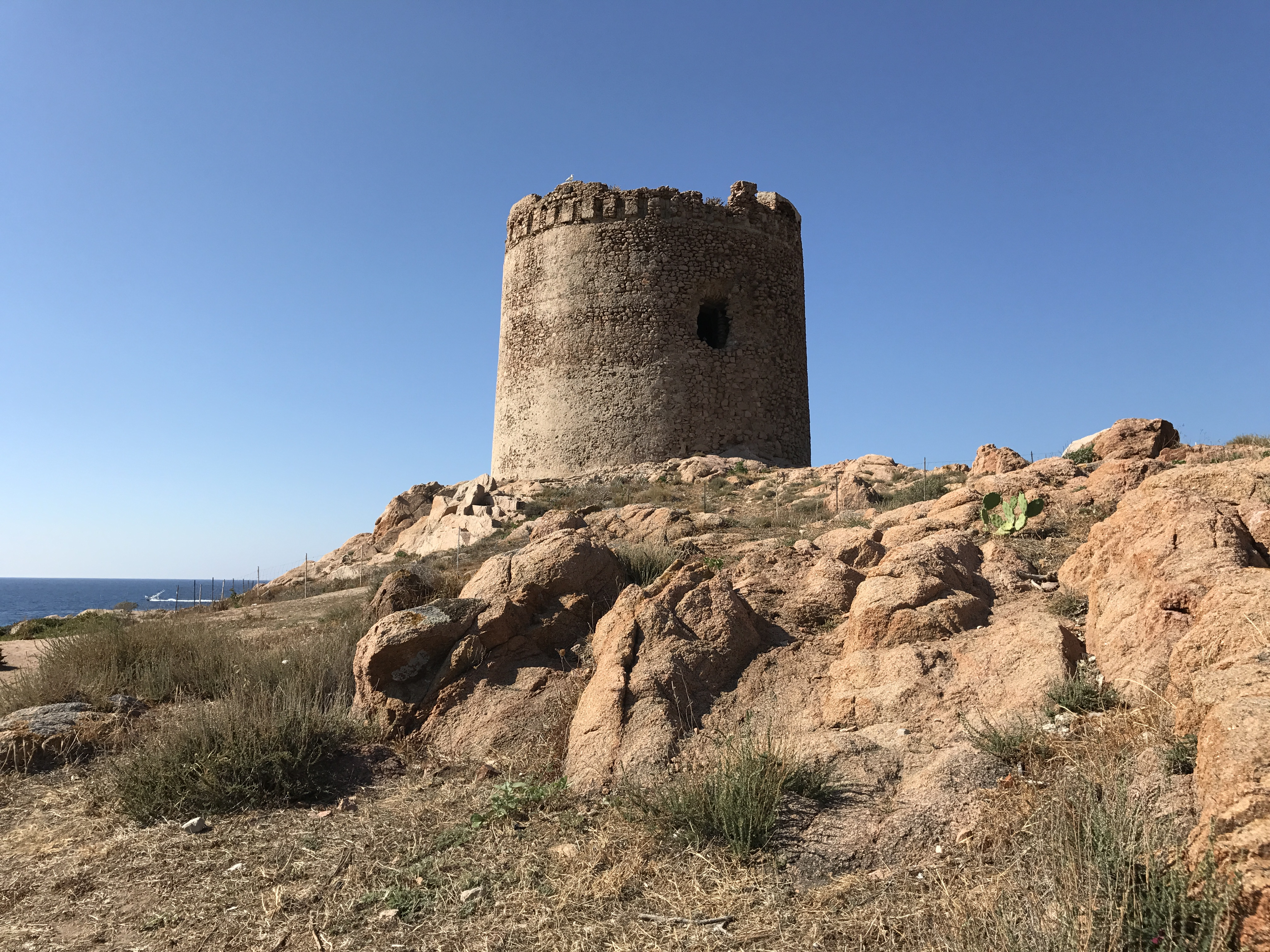
La torre vista da sud

La torre troncoconica si sviluppa su una base circolare del diametro di 14 m.
Interamente realizzata in granito rosso, la struttura si erge sulla sommità di una piccola collina rocciosa accessibile attraverso un sentiero; alta 11,5 m, presenta un unico ingresso posto alla quota di 5 m. L'edificio è coronato da un terrazzo panoramico.